# Coenosia brunneifacies
Coenosia brunneifacies este o specie de muște din genul Coenosia, familia Muscidae, descrisă de Mary Katherine Curran în anul 1935. Conform Catalogue of Life specia Coenosia brunneifacies nu are subspecii cunoscute.